# Coma Plana
La Coma Plana és una coma del terme municipal de la Torre de Cabdella, del Pallars Jussà, dins del seu terme primigeni.
Està situada en els vessants nord-occidentals del Montsent de Pallars, al sud-est del pantà de Sallente i de l'Estany Gento. S'hi origina el barranc de Valldomars, afluent del Flamisell. Al seu nord-est hi ha les Passades de Monsent.